# Karl Oppitzhauser
Karl Oppitzhauser (4 de outubro de 1941) foi um automobilista austríaco que tentou participar do Grande Prêmio da Áustria de 1976 de Fórmula 1. Oppitzhauser foi considerado muito inexperiente e não foi autorizado a participar da competição.